# Estádio Antônio Inácio de Souza
Estádio Antônio Inácio de Souza – stadion piłkarski, w Caruaru, Pernambuco, Brazylia, na którym swoje mecze rozgrywa klub Clube Atlético do Porto.